# Stechinelli-Haus (Braunschweig)

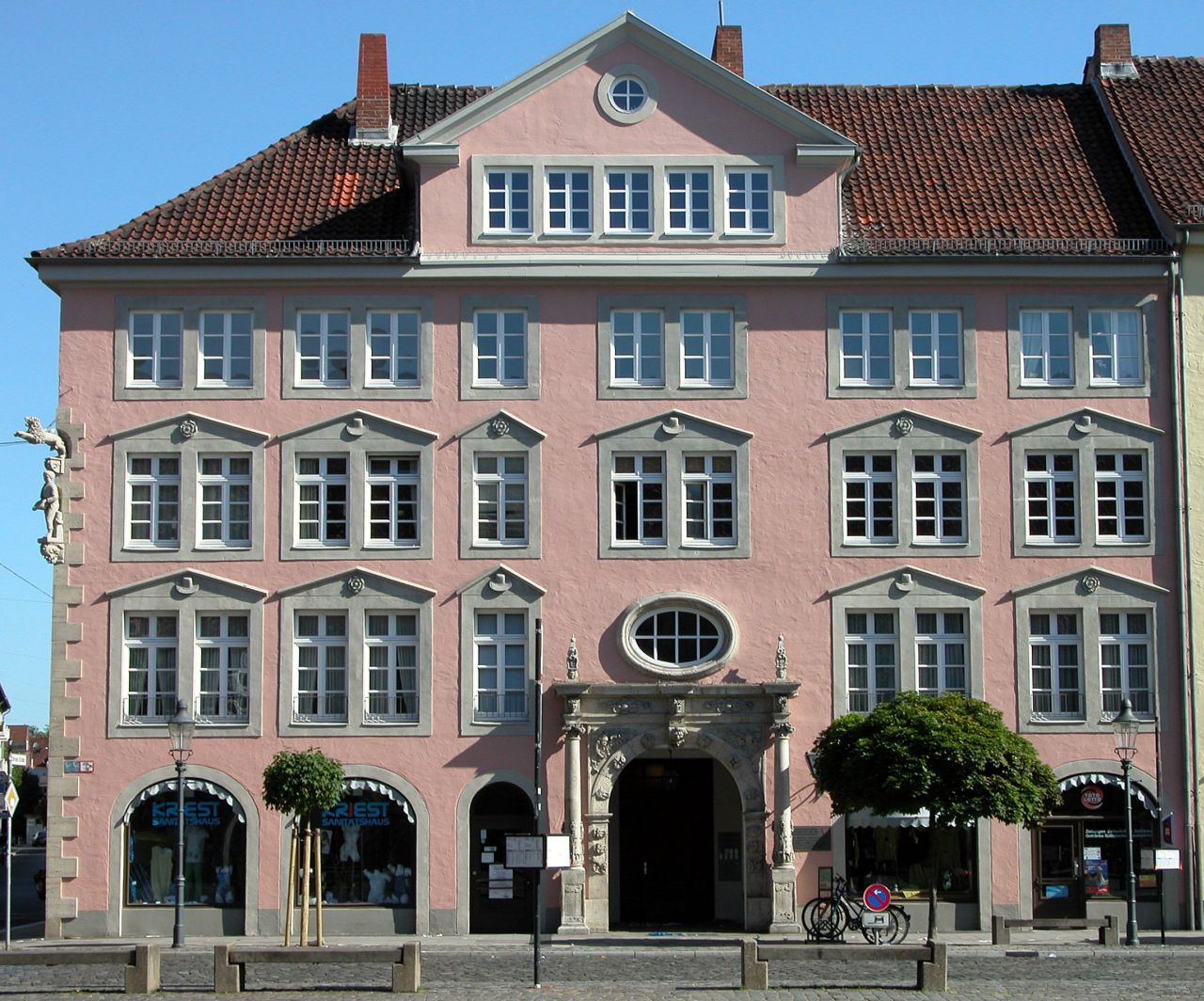
Frontansicht 2005

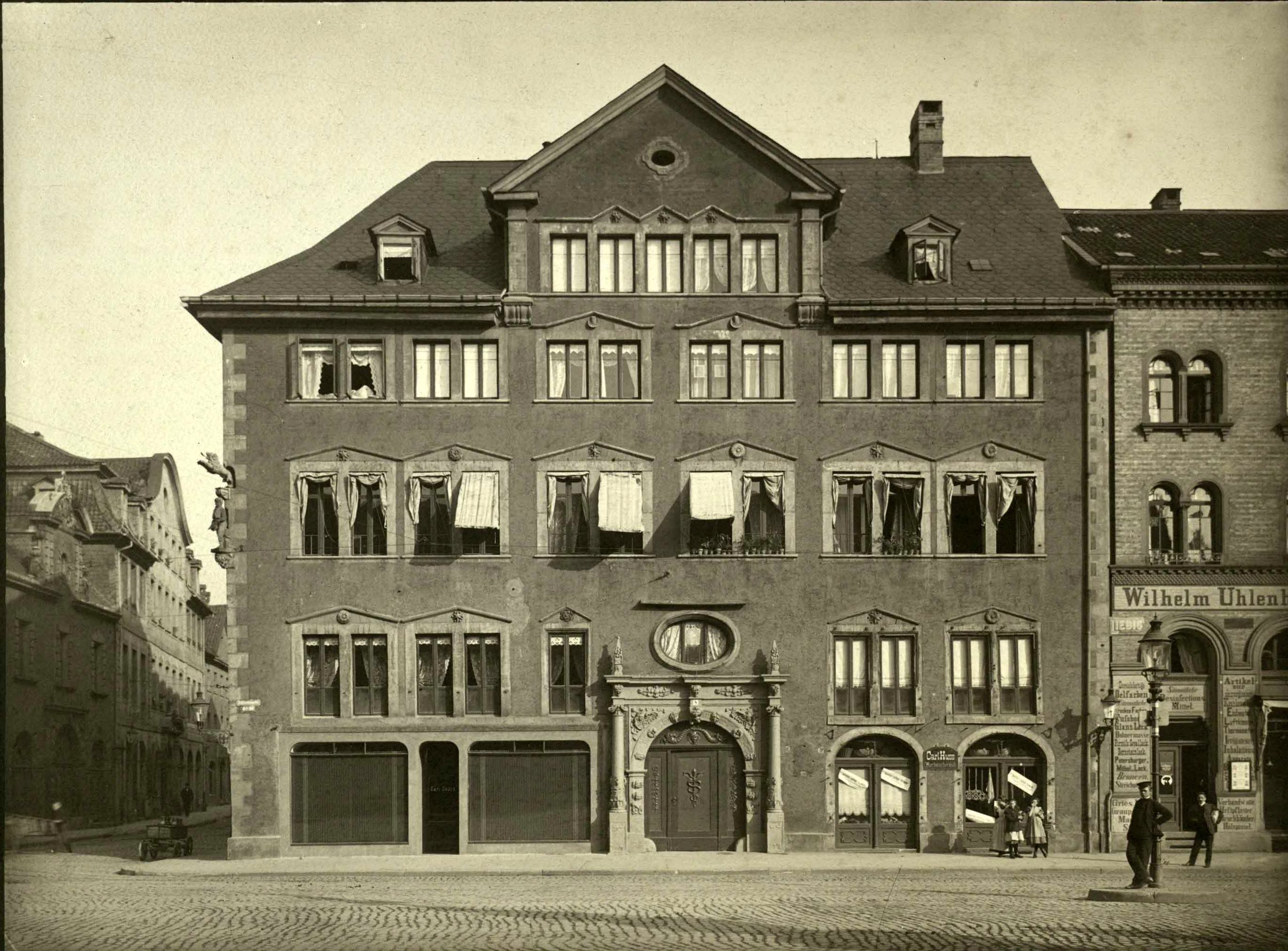
Frontansicht um 1900

Das Stechinelli-Haus befindet sich an der Ecke Altstadtmarkt/Breite Straße im historischen Weichbild Altstadt in Braunschweig. Es wurde 1690 vom General-Erbpostmeister Stechinelli (d. i. Francesco Maria Capellini) erbaut.

## Legenden
Capellini entstammte angeblich der verarmten adligen Familie Cappello aus Rimini. Um sein Leben bzw. um den Umstand, wie er von Italien an den Hof Georg Wilhelms, des letzten Herzogs von Celle, eines Vetters Herzog Anton Ulrichs, kam und wie er dessen Günstling wurde, ranken sich Legenden.
Eine besagt, er habe dem Herzog in Venedig das Leben gerettet. Zum Dank dafür nahm ihn der Herzog in seine Dienste am Hof von Celle, wo er es zu Ruhm und Ansehen brachte. Eine zweite besagt, dass der Herzog auf einer Reise durch Italien von dem jungen (armen) Stechinelli um Geld angebettelt wurde. Da der Herzog aber nur „großes“ Geld bei sich führte, bat er den Italiener, es zu wechseln. Da dieser dies tatsächlich tat und wieder zu seinem Geldgeber zurückkam, der wiederum von dessen Ehrlichkeit beeindruckt war, nahm er ihn in seine Dienste.

## Gebäude

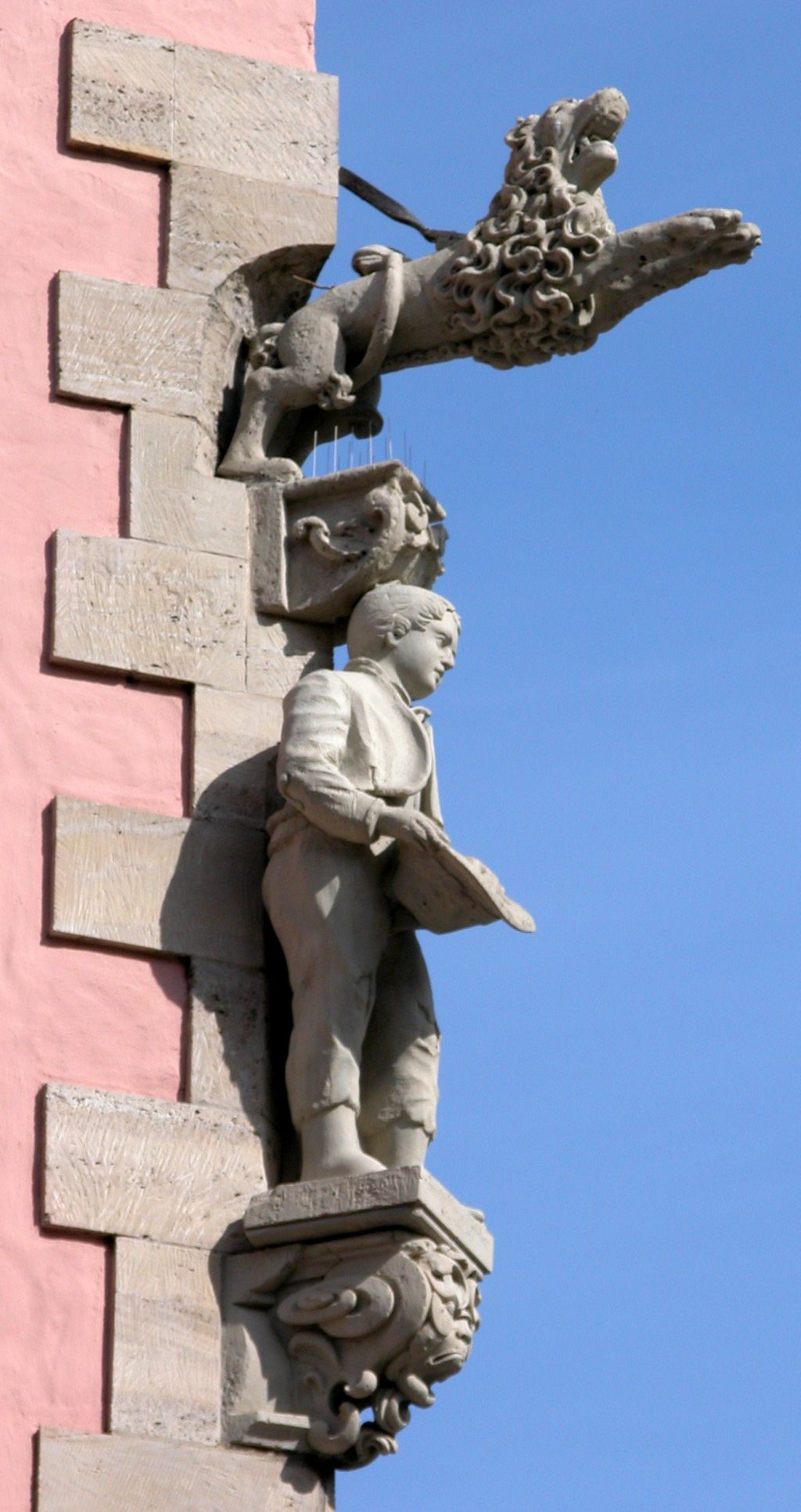
Der Junge und der Löwe

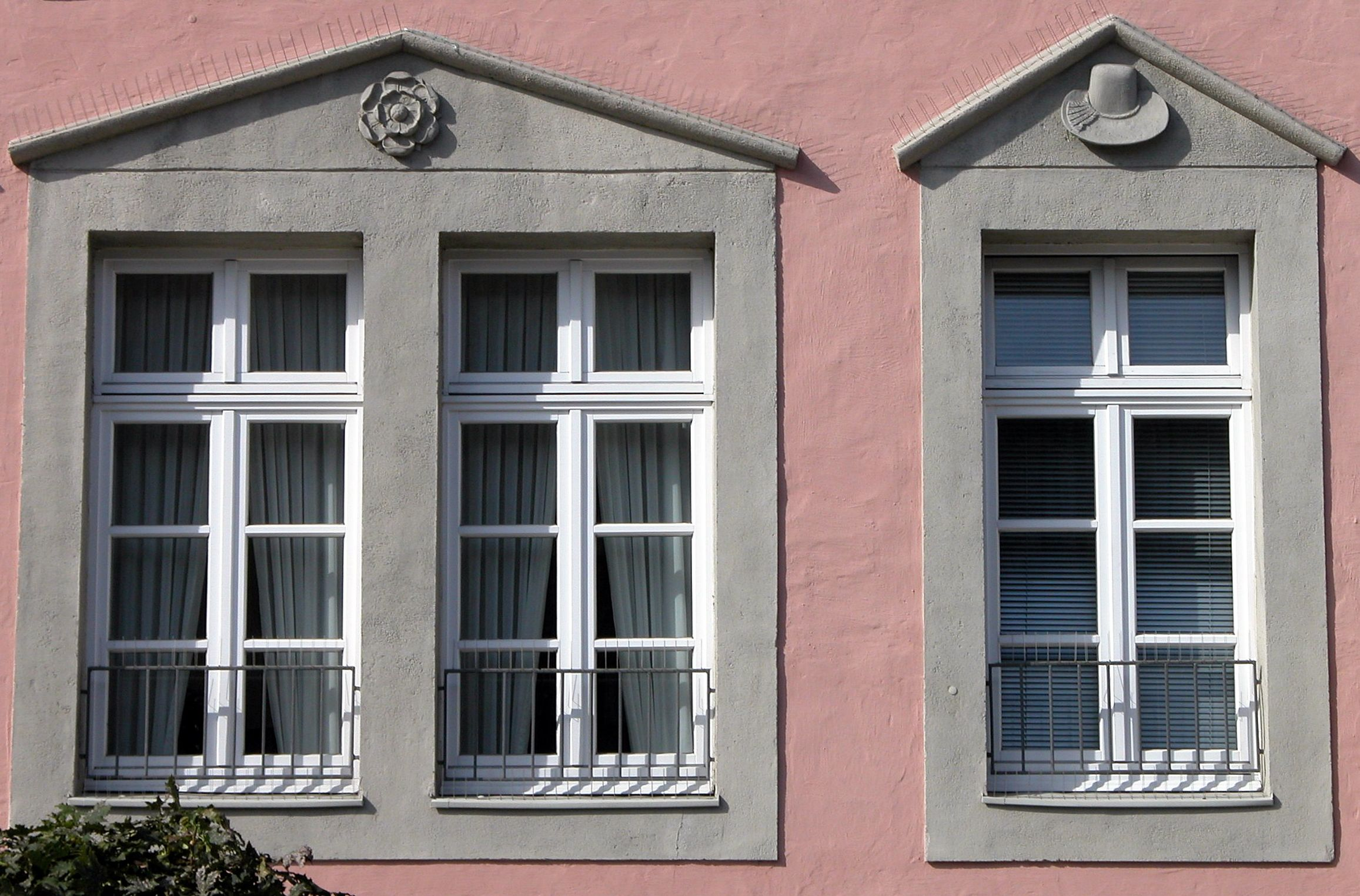
Rose und Hut

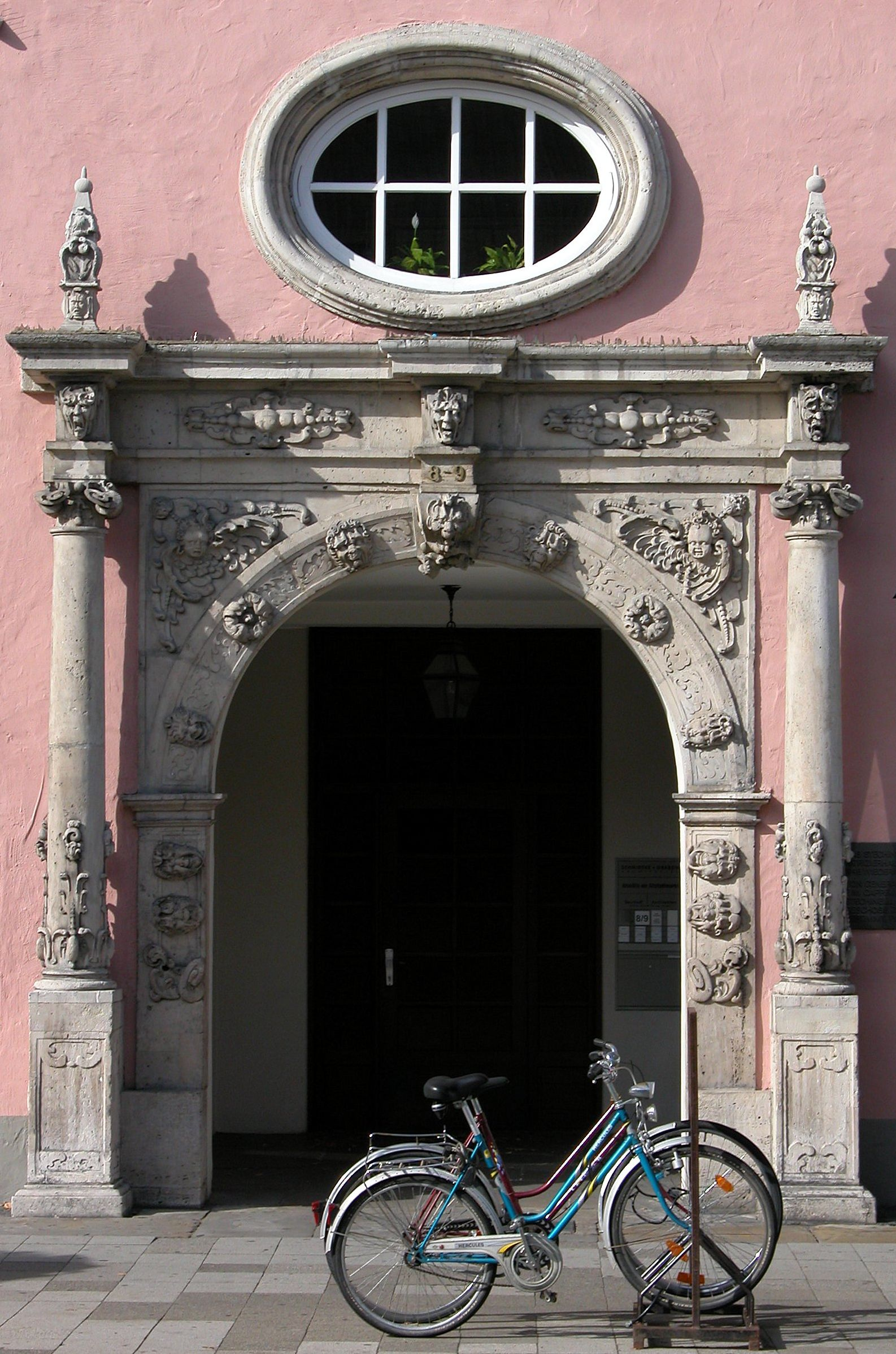
Portal

Das massive dreigeschossige, geschossige, traufständige Steinhaus mit der Assekuranznummer 892 zeigt zum Marktplatz einen großen Dacherker mit fünf Fenstern. 1908 wurde das Erdgeschoss zu modernen Ladengeschäften umgebaut. Auf Seiten der Breiten Straße bestand das vierte Geschoss aus verziertem, nicht auskragendem Fachwerk, das evtl. von einem älteren Bau stammte.
Im Erdgeschoss des Hauses befanden sich früher (jetzt sind dort Schaufenster) die ältesten Messegewölbe Braunschweigs. Das frühbarocke Portal des Gebäudes wurde wahrscheinlich bereits um 1630 von dem Bildhauer Ulrich Stamm an anderer Stelle geschaffen. Es weist Rundbögen mit Masken sowie Löwen- und Engelsköpfen, ionische Säulen und Obelisken auf.
An den ehemaligen Erbauer des Hauses erinnern auf der Breiten Straße das Familienwappen und an der Ecke der Hausfront die Figur eines Jungen mit einem Hut in der Hand, über ihm ein springender Löwe. Der Junge soll den bettelnden Stechinelli, d. h. Capellini (Ital. capello für Hut) darstellen und soll um 1870 von dem Bildhauer Julius Meyer stammen, der springende Löwe wiederum soll aus dem Erbauungsjahr des Hauses, 1690, sein. Des Weiteren wechseln sich auf der Frontseite über den Fenstern Rosen mit Hüten ab.
Die schweren Zerstörungen Braunschweigs durch die zahlreichen Luftangriffe während des Zweiten Weltkriegs überstand allein das Portal. Die Reste des erheblich beschädigten Hauses wurden in den 1950er Jahren detailgetreu wieder aufgebaut und das prächtige Portal wieder eingefügt.

## Sonstige „Stechinelli“-Bauwerke
- Stechinelli-Haus in Celle
- Stechinelli-Tor in Winsen (Aller)
- Stechinelli-Brunnen in Wieckenberg, Wietze
- Stechinelli-Kapelle in Wieckenberg, Wietze
- Rittergut in Elze, Wedemark